# Pierre-Marie Deloof
Pour les articles homonymes, voir Deloof.
Pierre-Marie Deloof, né le 29 septembre 1964 à Bruges, est un ancien rameur belge. 

## Carrière
Pierre-Marie Deloof participe à l'épreuve de deux de couple avec Dirk Crois aux Jeux olympiques d'été de 1984 à Los Angeles et remporte la médaille d'argent. 